# Haim Revivo
Haim Michael Revivo (Ashdod, 22 februari 1972) is een Israëlisch voormalig voetballer.

## Clubcarrière
Revivo begon zijn carrière bij Bnei Jehoeda Tel Aviv. Na een korte periode bij Maccabi Haifa kwam hij in 1993 bij Maccabi Tel Aviv terecht.
In 1996 maakte Revivo de overstap naar het Spaanse Celta de Vigo. In zijn eerste seizoen streed Revivo met Los Celestes tegen degradatie, maar in de jaren daarna werd Celta de Vigo een subtopper met ook Europese successen. Het middenveld bestaande uit Revivo, Aleksandr Mostovoj en Valery Karpin vormde een belangrijk aandeel in de goede prestaties van EuroCelta. Louis van Gaal wilde Revivo in 1999 naar FC Barcelona halen, maar de onderhandelingen tussen de Catalaanse club en Revivo liepen echter op niets uit en de Israëliër bleef daarom bij Celta de Vigo.
De laatste fase van zijn carrière was Revivo actief in de Turkse Türkiye Süper Ligi, waar hij vanaf 2000 in dienst van Fenerbahçe furore maakte en erg gewaardeerd werd door de eigen aanhang. Na twee seizoenen bij "Fener" gespeeld te hebben besloot Revivo zijn carrière voort te zetten bij de aartsrivaal Galatasaray. Hier moest hij flink wennen en kwam hij nooit tot de uitstekende prestaties die hij in het shirt van Fenerbahçe wel kon waarmaken. Een half seizoen nadat hij in dienst trad bij Galatasaray zei hij de club vaarwel en vertrok weer richting zijn vaderland. Hier ging Revivo voor MS Ashdod spelen.
In 2003 stopte hij als profvoetballer en werd hij opgenomen in de technische staf van FC Ashdod.

## Interlandcarrière
Revivo speelde 67 interlands (vijftien doelpunten) voor het Israëlisch voetbalelftal. Hij maakte zijn debuut voor de nationale ploeg op 5 augustus 1992 in de vriendschappelijke uitwedstrijd tegen de Faeröer (1-1). Revivo moest in dat duel na 69 minuten plaatsmaken voor Ronen Harazi.